# Galaxy Quest
Galaxy Quest är en amerikansk film från 1999 i regi av Dean Parisot.

## Handling
Galaxy Quest är namnet på en TV-serie i rymdmiljö som slutade sändas för länge sedan. Skådespelarna har dock fortfarande en trogen skara fans. På ett konvent träffar de en grupp som vill anlita dem för ett jobb. Helt oväntat visar det sig att de behövs för ett uppdrag i rymden. Rymdgubbarna visar sig vara några av deras största beundrare och har inte förstått skillnaden mellan en TV-serie och riktiga historiska dokument. Det blir deras uppdrag att avgöra planeten Thermias öde.

## Om filmen
Regisserad av Dean Parisot och manus skrevs av David Howard. Filmen fick Nebulapriset för bästa manus. Den fiktiva tv-serien Galaxy Quest är en parodi på Star Trek.

## Rollista (i urval)
- Tim Allen – Jason Nesmith/Cmdr. Peter Quincy Taggart
- Sigourney Weaver – Gwen DeMarco/Lt. Tawny Madison
- Alan Rickman – Alexander Dane/Dr. Lazarus
- Tony Shalhoub – Fred Kwan/Tech Sgt. Chen
- Sam Rockwell – Guy Fleegman/Security Chief 'Roc' Ingersol
- Daryl Mitchell – Tommy Webber/Lt. Laredo
- Enrico Colantoni – Thermian Cmdr. Mathesar
- Robin Sachs – General Roth'h'ar Sarris
- Patrick Breen – Thermian Quellek
- Missi Pyle - Laliari